# Jo-El Azara

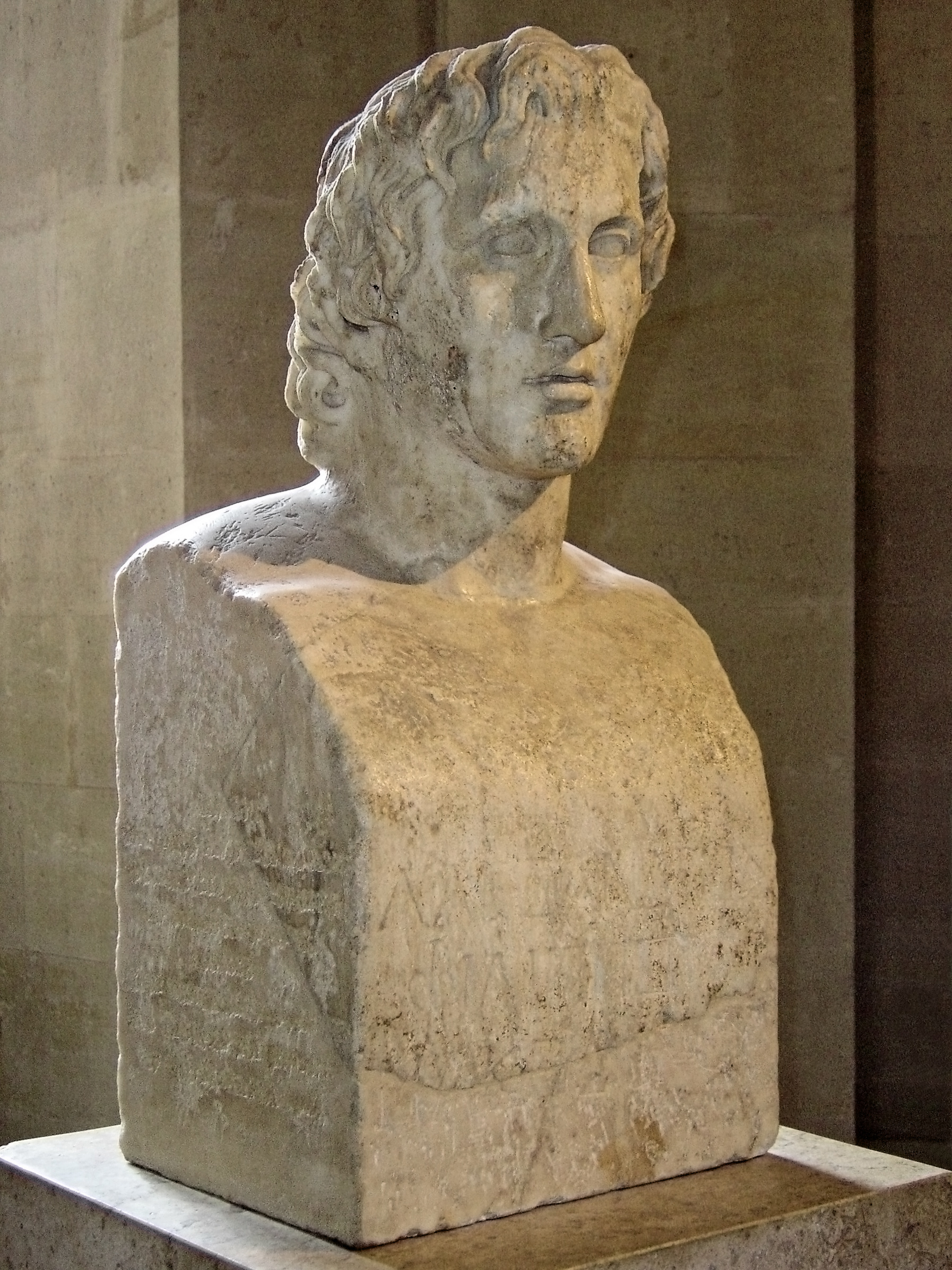
Hermès Azara in het Louvre

Jo-El Azara, pseudoniem van Joseph Frans Hedwig Loeckx (Drogenbos, 4 mei 1937 – Seissan, 7 februari 2023), was een Belgische striptekenaar.

## Levensloop
Omdat Jo-El Azara striptekenaar wou worden, schreven zijn ouders hem in 1952 in aan de Sint-Lukashogeschool in Brussel. Dankzij een kunstgeschiedenisleraar van die school ontdekte hij de Japanse schilder Katsushika Hokusai en kreeg hij een interesse in Japan. Als jobstudent werkte hij bij Studio Vandersteen, waar hij het Suske en Wiske-album De lachende wolf mee inktte en letterde. In 1954 tekende hij dan een korte strip gebaseerd op het toneelstuk Hamlet in het stripblad Ons Volkske.
Na zijn studies begon hij in 1954 te werken in de tekenstudio van Hergé, waar hij tot 1961 werkte. Hier ontmoette hij zijn latere vrouw Josette Baujot, coloriste van Hergé voor vele Kuifje-albums, en werkte hij als assistent mee aan de Kuifje-albums De zaak Zonnebloem, Cokes in voorraad, Kuifje in Tibet en De juwelen van Bianca Castafiore. Intussen tekende hij ook elders. Zo tekende hij eind de jaren 50 en begin jaren 60 korte strips voor onder meer de tijdschriften Pat, Ons Volkske, Caravane en de kranten La Croix en Le Soir. In 1957 bedacht Franquin de strip De Sliert, waarvoor Jo-El Azara het eerste verhaal tekende op scenario van Marcel Denis. Het verhaal verscheen in maart 1958 in Spirou/Robbedoes. Jo-El Azara stopte daarna met die strip.
Vanaf 1957 begon hij tevens ook te tekenen bij het stripblad Tintin/Kuifje, waar het meeste van zijn werk zou verschijnen. In 1958 verscheen daar het korte verhaal La sieste de Paco Marmota op scenario van René Goscinny. Vervolgens verschenen er daar allerlei korte strips op scenario van onder meer Yves Duval, Maurice Rosy, Greg en Vicq. Van 1965 tot 1980 verscheen in dat stripblad de stripreeks Taka Takata op scenario van Vicq. De strip gaat over een bijziende Japanse gevechtspiloot. In 1969 tekende Jo-El Azara in het tijdschrift een verhaal van de stripreeks Clifton op scenario van Greg.
Begin jaren 60 tekende Jo-El Azara ook korte strips voor het Franse stripblad Pilote op scenario van onder meer Maurice Rosy, Jacques Acar en Eugène Crespin. Op vraag van Will hielp hij van 1961 tot 1963 op scenario van Peyo mee met de strip Jakke en Silvester in het tijdschrift Le Soir illustré. Aanvankelijk werkte hij samen met Will, maar later nam hij de strip van hem over. Eind jaren 60 verscheen de strip Haddada Surmamoto over een Japanse samoerai in Spirou/Robbedoes. In 1970 begon hij ook als reclametekenaar te werken met een strip voor Côte d'Or. Later tekende hij ook onder meer voor Total, Transports Mory, Poney-Club, Stella Artois, Texaco en Coca-Cola. Begin jaren 70 hielp hij opnieuw op vraag van Will mee aan het stripverhaal Isabel en de kapitein uit de reeks Isabel.
In 1979 verhuisde hij naar Zuid-Frankrijk. Begin jaren 80 verscheen in Spirou/Robbedoes de strip Zagazik. Vervolgens ontwierp hij op vraag van Pierre Tchernia en Albert Uderzo middeleeuwse decors voor het Franse attractiepark Parc Astérix. Vanaf de jaren 80 werd een deel van zijn publicitaire strips gebundeld in enkele educatieve albums zoals Tennis assistance (1984), Helminger International (1985) en Heureux qui comme Loiral & Mac Keuf a fait un beau voyage (1991). In 1994 richtte Jo-El Azara een eigen uitgeverij op genaamd Azeko. Deze uitgeverij richtte zich voornamelijk op albumuitgaves van Taka Takata. Nadat zijn vrouw in 2009 overleed, staakte hij zijn uitgeefactiviteiten.
Jo-El Azara overleed bij hem thuis op 85-jarige leeftijd aan een hartaanval.

## Oorsprong pseudoniem
Loeckx was een Vlaming die voornamelijk voor Franstalige uitgevers tekende. Aanvankelijk tekende hij zijn werk als Jo.Loeckx. Aangezien Franstaligen zijn echte naam vaak verkeerd uitspraken, tekende hij in het stripblad Tintin/Kuifje vervolgens als Jo-El, wat een combinatie is van Jo, van Joseph, en El, een fonetische weergave van L, van Loeckx. Later stelde het stripblad Pilote voor om ook voor hen te tekenen. Uitgeverij Le Lombard maakte echter bezwaar tegen het gebruik van het pseudoniem Jo-El in een ander tijdschrift. Dus tekende hij in Pilote onder het pseudoniem Ernest Azara. Dat pseudoniem vernoemde hij naar Hermès Azara, een buste van Alexander de Grote in het Louvre. Hij wou zich echter niet naar de god Hermes vernoemen, dus maakte hij er Ernest Azara van. Loeckx gebruikte dat pseudoniem ook in het stripblad Spirou/Robbedoes. Loeckx veranderde bij andere pseudoniemen zijn tekenstijl niet. Hierop werd de gelijkenis opgemerkt tussen Jo-El en Ernest Azara, waarna Loeckx zijn beide pseudoniemen samenvoegde en voortaan al zijn werk ondertekende als Jo-El Azara.

## Werk
Jo-El Azara tekende onder meer (mee aan) de volgende strips:
- Enkele verhalen van Kuifje (jaren 50, begin jaren 60)
- La tragique histoire d’Hamlet in Ons Volkske (1954)
- Tumultes à Santas Papas in Pat (1957)
- Coliflor in Ons Volkske (1957)
- Le Bracelet tabou in Caravane (1958)
- Een verhaal van De Sliert in Spirou/Robbedoes (1958) op scenario van Marcel Denis en bedacht door Franquin
- Jim Kana et Petro Lette in La Croix (1960)
- L'Agence Quick in Record (jaren 60) op scenario van een zekere Martin
- De tekststrip Erik Satie in Le Soir (1961)
- Enkele verhalen van Jakke en Silvester in Le Soir illustré (1961-1963) op scenario van Peyo
- Bonnedague in Record (1962-1967) op scenario van Jean-Pierre Chappuis en  Roger Ferrari
- Jeux de Record et Véronique in Record (1962-1963) met Will op scenario van Jean-Michel Charlier
- Mayflower in Pilote (1963-1965) op scenario van onder meer Maurice Rosy
- Suivez l'œuf in Pilote (1963) op scenario van Maurice Rosy
- M. Chapomou in Pilote (1965-1966) op scenario van Jacques Acar
- La Campagne de Grèce in Pilote (1965) op scenario van Eugène Crespin
- Pauvre Icare in Chouchou (1965) op scenario van Jacques Lob[5]
- Haddada Surmamoto in Spirou/Robbedoes (1967-1968) op scenario van Vicq
- Bebel Fegor in Présent (1969) op scenario van Vicq
- Butch Bell Haby in Tintin/Kuifje en Spirou/Robbedoes (1971-1972) op scenario van Maurice Tillieux[6]
- Isabel en de kapitein van Isabel (1971-1972) in Spirou/Robbedoes
- Zagazik in Spirou/Robbedoes (1980-1983) op scenario van Eugène Crespin

### InTintin/Kuifje
- La sieste de Paco Marmota (1958) op scenario van René Goscinny
- La Principauté du Finckelstein (1961-1962) op scenario van Yves Duval
- Jill et Jum (1962-1963) op scenario van Maurice Rosy
- Photo surprise (1962) op scenario van Greg
- L’Agent 00 (1962) op scenario van Greg
- Évariste Confus (1963-1965) op scenario van onder meer Maurice Rosy, Vicq en Roger Ferrari
- Zéphir (1964-1965)
- Taka Takata (1965-1980) op scenario van Vicq
- Des pépins dans le péplum (1965) op scenario van Jacques Lob
- Thou-Rist (1965) op scenario van Jacques Acar
- Drie korte verhalen in 1965 en 1966 op scenario van Jean-Pierre Chappuis
- Enkele korte verhalen in 1966 op scenario van Vicq
- Gaétan de Châteaubleu (1967) op scenario van Jean-Pierre Chappuis
- De duivelse dwergen van Clifton (1969) op scenario van Greg
- 2 petits fils Aymon (1977) op scenario van Stephen Desberg